# Аматская волость
Аматская волость (латыш. Amatas pagasts) — одна из территориальных единиц Цесисского края Латвии. Находится в центральной части края. Граничит с Драбешской, Нитаурской, Лигатненской, Вайвской и Скуйенской волостями своего края.
Крупнейшими населёнными пунктами волости являются сёла: Гикши, Ренцени, Спаре, Апарниеки, Велмери, Загери.
По территории волости протекают реки Амата, Недиене, Скуйупе, Гайдене, Курмупе, Эжупе.

## История
В 1945 году в Косской волости Цесисского уезда был создан Косский сельский совет. После отмены в 1949 году волостного деления Косский сельский совет входил в состав Цесисского района.
В 1954 году к Косскому сельсовету была присоединена территория ликвидированного Ренценского сельсовета. В 1965 году — территория совхоза «Амата» Драбешского сельсовета. В том же году территория совхоза «Скуйене» Косского сельсовета вместе с посёлком Косу были присоединены к Скуйенскому сельсовету. Косский сельсовет был переименован в Аматский.
В 1990 году Аматский сельсовет был реорганизован в волость. В 2000 году Аматская волость, вместе с Драбешской волостью, вошла в состав новообразованного Аматского края.
В 2021 году в результате новой административно-территориальной реформы Аматский край был упразднён, а Аматская волость вошла в состав укрупнённого Цесисского края.